# ماتيا دي فينتشنزو
ماتيا دي فينتشنزو (بالإيطالية: Mattia Di Vincenzo)‏ هو لاعب كرة قدم إيطالي في مركز حراسة المرمى، ولد في 10 يونيو 1992 في لانتشانو في إيطاليا. لعب مع نادي سيينا.